# ボディパーカッション
ボディパーカッション（英語: Body percussion）とは、体を叩くなど、体を楽器にして音楽を表現する音楽活動。
声楽（ヴォーカル）と同様に機材がなくても演奏可能である。演奏技術や楽譜の理解などの楽典の理解、他のパートとの合奏など他の楽器と条件は全く同じである。
普及団体のPRとしては「楽器がなくても、読譜や歌が苦手でも楽しめ、使うのは、体一つという素朴さと、誰でも気軽に楽しめるのが大きな魅力」としている。